# Publicia de cereis
La lex Publicia de cereis o Publicia de sponsoribus va ser una antiga llei romana proposada pel tribú de la plebs Publici, que derogava l'abús que s'havia anat estenent pel qual els patrons (sponsor) exigien regals importants als clients en les festes de la Saturnàlia; ordenava que en endavant només es podrien oferir ciris per part dels més rics.